# Потапова, Татьяна Михайловна
Татьяна Михайловна Потапова (род. 23 апреля  1954 года, Калуга)   — советская легкоатлетка, победитель и призёр чемпионатов СССР и РСФСР. Мастер спорта международного класса (1981).

## Биография
Родилась 23 апреля 1954 года в Калуге.  В детстве занималась лыжным спортом, коньками и спортивной гимнастикой.  Училась в средней школы № 4. В 1968 году приняла участие в первенстве Калуги по пионерскому четырёхборью, где выиграла первое место и познакомилась с тренером Владимиром Потаповым (впоследствии —  мужем Татьяны). Тот пригласил её в легкоатлетическую секцию машиностроительного завода.
Окончила  Смоленский государственный институт физической культуры.
В 1975 году на чемпионате Советского Союза в помещении Потапова  заняла второе место в прыжках в длину с результатом 6 метров 32 сантиметра, лишь три сантиметра уступив  рекордсменке страны Лидии Алфеевой. Спустя год на международных соревнованиях ей был достигнут  рубеж в 6 метров 50 сантиметров, что позволило выполнить олимпийский норматив. С данным показателем Татьяна Потапова вошла в число 25 лучших прыгуний в мире. Но Олимпийские игры прошли мимо Потаповой из-за травмы.
В 1977 году у Татьяны и Владимира родилась дочь, что вызвало небольшую паузу в карьере спортсменки. Но уже вскоре она вернулась к активной деятельности и добилась звания Мастера спорта СССР. В следующем году в Ставрополе Потапова одерживает победу на Кубке РСФСР в пятиборье.
В 1981 году, выступая на Чемпионате  РСФСР в  Калинине, Татьяна не только уверенно завоёвывает золотые медали, но и выполняет норматив  Мастера спорта СССР международного класса.
В 1982 году в  Гомеле Потапова победила на зимнем чемпионате Советского Союза в закрытом помещении с высшим достижением страны в шестиборье.
Татьяна Потапова защищала цвета страны на легкоатлетических  матчах  СССР – США, СССР – ФРГ – Болгария, СССР – ГДР – Чехословакия.
По окончании спортивной карьеры занимается тренерской и преподавательской работой. Чемпионка мира и Европы по многоборью среди ветеранов,  призёр международных соревнований по кросс-кантри.
В 2010 году была награждена Почётной грамотой Президента Российской Федерации и  медалью «В память 30-летия Игр XXII Олимпиады 1980 года в г. Москве». Отмечена  Почётной грамотой Городского Головы города Калуги.